# غريغ إيفرز
غريغ إيفرز (بالإنجليزية: Greg Evers)‏ هو سياسي أمريكي، ولد في 16 يونيو 1955 في ميلتون في الولايات المتحدة، وتوفي في 21 أغسطس 2017 في مقاطعة أكلووسا في الولايات المتحدة بسبب حادث مرور. نشط حزبياً في الحزب الجمهوري. وقد انتخب عضو مجلس ولاية فلوريدا وانتخب عضو مجلس نواب فلوريدا.

## وصلات خارجية
- الموقع الرسمي